# Hans-Ulrich Möhring
Hans-Ulrich Möhring (* 1953) ist ein deutscher Schriftsteller und Übersetzer.

## Leben
Möhring wuchs in Mainz auf und absolvierte nach der Schule zunächst eine Ausbildung zum Buchhändler. Nach der Lehre war er im Vertrieb tätig und arbeitete für ein halbes Jahr im Verlag Walter de Gruyter in Berlin. Danach war er für das Berliner Merve-Kollektiv tätig und übersetzte für dieses einige Schriften aus dem Englischen ins Deutsche. Er hielt sich für einige Zeit im Ausland auf und verdiente sich anschließend seinen Lebensunterhalt in unterschiedlichen Jobs. 1984 begann er hauptberuflich die Werke unterschiedlicher Autoren zu übersetzen, darunter William Blake, Joseph Campbell, James Hamilton-Paterson, J. R. R. Tolkien, Tad Williams und Zora Neale Hurston. Sein erster selbst verfasster Roman erschien 2008 unter dem Titel Vom Schweigen meines Übersetzers.

## Werke (Auswahl)
Eigene Werke
- Vom Schweigen meines Übersetzers. Eine Fiktion. Fahrenheit, München 2008, ISBN 978-3-940813-02-2.
- Dieksee - Gedichte vom Ufer aus. Einundsiebzig, Plön 2011, ISBN 978-3-928905-88-6.
- Ausgetickt: ein Exzess. Novelle. Ed. Rugerup, Berlin 2015, ISBN 978-3-942955-32-4.
- Drachen töten. tredition Verlag, Hamburg 2018, ISBN 978-3-7469-4107-3.

Übersetzungen
- Paul Buhle: Marxismus in den USA (= Internationale marxistische Diskussion. Band 49). 1974, OCLC 163955068 (englisch: Marxism in the United States. Übersetzt von Hans Joas, Hans-Ulrich Möhring).
- Tad Williams: Otherland. Band 1: Die Stadt der goldenen Schatten. Band 2: Fluss aus blauem Feuer. Band 3: Berg aus schwarzem Glas. Band 4: Meer des silbernen Lichts.. Klett-Cotta, Stuttgart 2004, ISBN 3-608-93425-1.
- J. R. R. Tolkien: Die Legende von Sigurd und Gudrún. Hrsg.: Christopher Tolkien. Klett-Cotta, Stuttgart 2010, ISBN 978-3-608-93795-4 (englisch: The legend of Sigurd and Gudrún. London 2010. Übersetzt von Hans-Ulrich Möhring).
- Zora Neale Hurston: Vor ihren Augen sahen sie Gott. Ed. Fünf, Gräfelfing 2011, ISBN 978-3-942374-12-5 (Originaltitel: Their eyes were watching God. London 1986.).
- J. R. R. Tolkien: Beren und Lúthien. Hrsg.: Christopher Tolkien. Klett-Cotta, Stuttgart 2017, ISBN 978-3-608-10888-0 (englisch: Beren and Lúthien. Übersetzt von Hans-Ulrich Möhring, Helmut W. Pesch).
- H. G. Wells: Der Krieg der Welten und Die Zeitmaschine – Zwei Romane. Fischer Taschenbuchverlag, Frankfurt am Main 2018, ISBN 978-3-596-90672-7 (englisch: The war of the worlds – The time machine. Übersetzt von Hans-Ulrich Möhring).
- Zora Neale Hurston: Barracoon. Die Geschichte des letzten amerikanischen Sklaven. Penguin 2020, ISBN 978-3-328-60130-2 (englisch: Barracoon: The Story of the Last “Black Cargo”. Übersetzt von Hans-Ulrich Möhring).